# Comic Blade Masamune
Comic Blade Masamune (コミックブレイド Masamune?, Komikku Bureido Masamune) è una rivista bimestrale di manga shōnen giapponese pubblicata dalla Mag Garden, contenente serie manga ed informazioni ad essi legate. Cominciò la pubblicazione nel dicembre del 2002, e durò fino al 15 giugno 2007, momento in cui la rivista fu interrotta e sostituita dal Comic Blade Avarus.

## Manga pubblicati
- 01
- Asatte no hōkō
- Archaic Chain
- Assassins
- Cocoon
- Death God 4
- Dragon Sister!
- Erementar Gerad -Ao no Senki-
- Gun Dolls
- Harukaze Bitter★Bop
- Ignite Wedge
- Magic
- Maid cafe curio
- Monochrome Factor
- Neko Ramen
- Omisoreshimashita
- Petit-Hound
- Purism×Egoist
- Puzzle+
- Sketchbook
- Tactics
- Uribō